# ハードボイルドに愛されたい
『ハードボイルドに愛されたい♥』（ハードボイルドにあいされたい）は、真神れいによる日本の成人向け漫画作品。竹書房から刊行された同名の作品集に収録された。
ここでは、作品集に同時収録されている、本作のプレストーリー的作品『ハードボイルドに恋したい』、『ハードボイルドに恋してる』もあわせて述べる。

## 概要
『ハードボイルドに恋したい』は、竹書房の成人向け漫画雑誌『恋愛天国』2007年9月号に、『ハードボイルドに恋してる』は、同誌2008年4月号に、それぞれ単発で、そして『ハードボイルドに愛されたい♥』は、同誌2008年9月号および同年10月号に前後編という形で、それぞれ発表された。その後、同誌にて『ハードボイルドに愛してる』を発表。
どこかしがない探偵・片桐秀央(かたぎり　ひでお)と、ひょんなことから彼と知り合った高校生・結城琴美(ゆうき　ことみ)の、事件調査とただれた日々を描いた作品。